# Vibygård
Vibygård går helt tilbage til kong Erik Menveds tid. Gården ligger i Syv Sogn i Roskilde Kommune. Hovedbygningen er opført i 1857 og ombygget i 1936 af arkitekt Michael Stigaard.
Vibygård Gods er på 833 hektar med Slåenkær, Ørstedgård, Arnakke og Drags-Møllegård

## Ejere af Vibygård
- (1315-1340) Morten Truelsen Sparre
- (1340-1370) Peter Mortensen Sparre
- (1370-1393) Peter Petersen Sparre
- (1393-1425) Sophie Petersdatter Sparre
- (1425-1450) Jens Torbernsen Sparre
- (1450-1490) Jep Jensen Sparre
- (1490-1506) Torben Jepsen Sparre
- (1506-1577) Jep Torbernsen Sparre
- (1577-1608) Emmike Jepsen Sparre
- (1608-1613) Emmike Emmikesen Sparre
- (1613-1620) Claus Emmikesen Sparre
- (1620-1628) Sivert Beck
- (1628-1648) Steen Sivertsen Beck
- (1648-1650) Ide Lindenov gift Beck
- (1650-1655) Ove Gjedde
- (1655-1666) Otto Krag
- (1666-1681) Otto Rantzau
- (1681-1682) Christian Nold
- (1682) Marie Elligers gift (1) Kurtz (2) Nold
- (1682-1704) Christen Nold
- (1704-1705) Ditlev Reusch
- (1705-1709) Hans Bøtke
- (1709) Enke Fru Bøtke
- (1709-1719) Frederik 4.
- (1719-1737) Peder Benzon
- (1737-1742) Thomas Johan de Neergaard
- (1742-1752) Enke Fru de Neergaard gift von Westen
- (1752-1757) J. C. von Westen
- (1757-1758) Adam Christoffer von Holstein
- (1758-1775) Peter Mikkelsen Qvistgaard
- (1775-1827) Jørgen Pedersen Qvistgaard
- (1827-1846) Claus Henrik Munk Sandholt
- (1846-1852) Jacob Jacobsen
- (1852-1872) J. D. Schmidt
- (1872-1883) Josias Daniel Christian Schmidt
- (1883-1915) Ernst von Voss
- (1915-1931) Enke Fru von Voss
- (1931-1970) I. B. Berthelsen
- (1970-1997) Helle Haustrup / Lisbeth Haustrup / Ole Stenderup
- (1997-2009) Mogens Jørgensen
- (2009-) Mogens Jørgensen / Christian Jørgensen